# Westminsterská katedrála

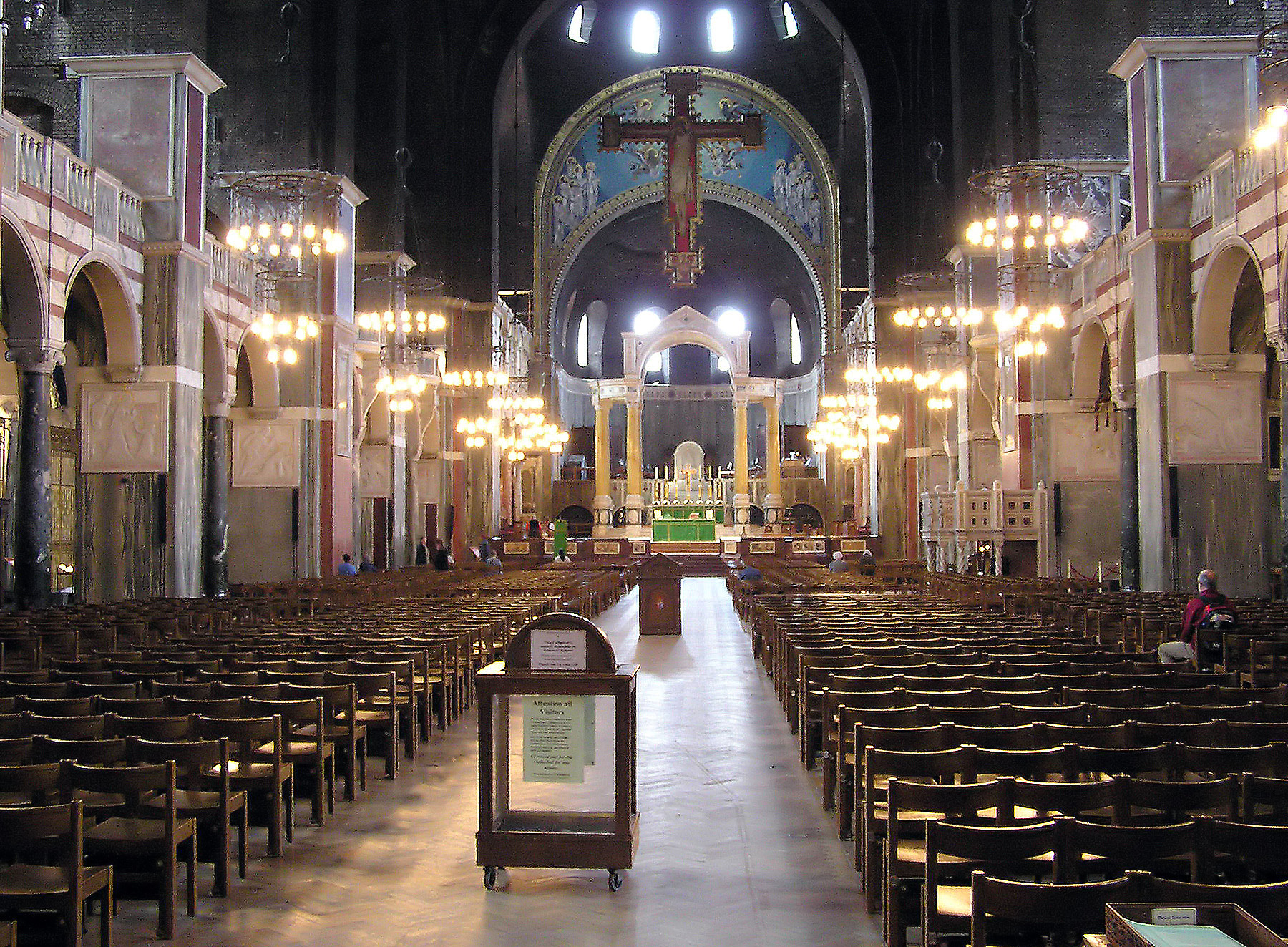
Pohled hlavní lodí k oltáři

Westminsterská katedrála (anglicky: Westminster Cathedral, celým názvem Metropolitan Cathedral of the Precious Blood of Our Lord Jesus Christ) je hlavní kostel westminsterské arcidiecéze a celé katolické církve Anglie a Walesu. Byla vybudována na přelomu 19. a 20. století ve Westminsteru v novobyzantském stylu, inspirovaná bazilikou sv. Marka v Benátkách, ravenským San Vitale a cařihradským chrámem Hagia Sofia. Roku 1903 ji dokončil architekt John Francis Bentley. Vysvěcena byla ovšem až po zaplacení všech dluhů o sedm let později. Je největším katolickým kostelem v Anglii. Často bývá zaměňována s Westminsterským opatstvím, které však patří anglikánské církvi. V katedrále sloužil mši svatou při své návštěvě roku 1982 papež Jan Pavel II. a roku 1995 se účastnila ekumenické bohoslužby královna Alžběta II. Benedikt XVI. zde sloužil mši svatou 18. 9. 2010 za přítomnosti představitelů jiných církví, včetně canterburského arcibiskupa Williamse. Homilii papež zahájil odkazem na kříž, který dominuje lodi katedrály a znázorňuje Kristovo tělo zdrcené utrpením.